# Vouneuil-sur-Vienne
Vouneuil-sur-Vienne település Franciaországban, Vienne megyében. Lakosainak száma 2278 fő (2022. január 1.). Vouneuil-sur-Vienne Availles-en-Châtellerault, Bonneuil-Matours, Cenon-sur-Vienne, Monthoiron, Naintré és Beaumont Saint-Cyr községekkel határos.

## Népesség
A település népessége az elmúlt években az alábbi módon változott:
| Lakosok száma | 2093 | 2142 | 2203 | 2198 | 2237 | 2264 | 2284 | 2281 | 2278 |
|               | 2013 | 2015 | 2016 | 2017 | 2018 | 2019 | 2020 | 2021 | 2022 |